# Ernemont-Boutavent
Ernemont-Boutavent ist eine französische Gemeinde mit 176 Einwohnern (Stand 1. Januar 2022) im Département Oise in der Region Hauts-de-France. Die Gemeinde liegt im Arrondissement Beauvais und ist Teil der Communauté de communes de la Picardie Verte und des Kantons Grandvilliers.

## Geographie
Die Gemeinde mit den beiden nicht deutlich getrennten namensgebenden Teilen liegt auf der Hochfläche nördlich des Thérain im Pays de Bray. Im Westen liegt das Gehöft La Haie Heudier.

## Geschichte
Die Gemeinde war im 19. Jahrhundert der Sitz von Wäsche- und Brillenfabrikation.

## Einwohner
| 1962 | 1968 | 1975 | 1982 | 1990 | 1999 | 2006 | 2011 |
| ---- | ---- | ---- | ---- | ---- | ---- | ---- | ---- |
| 227  | 185  | 162  | 149  | 140  | 154  | 186  | 191  |

## Verwaltung
Bürgermeister (maire) ist seit 2001 Thierry Van Honacker.

## Sehenswürdigkeiten
- Kirche Saint-Éloi (siehe auch: Liste der Monuments historiques in Ernemont-Boutavent)